# Antonio Federighi

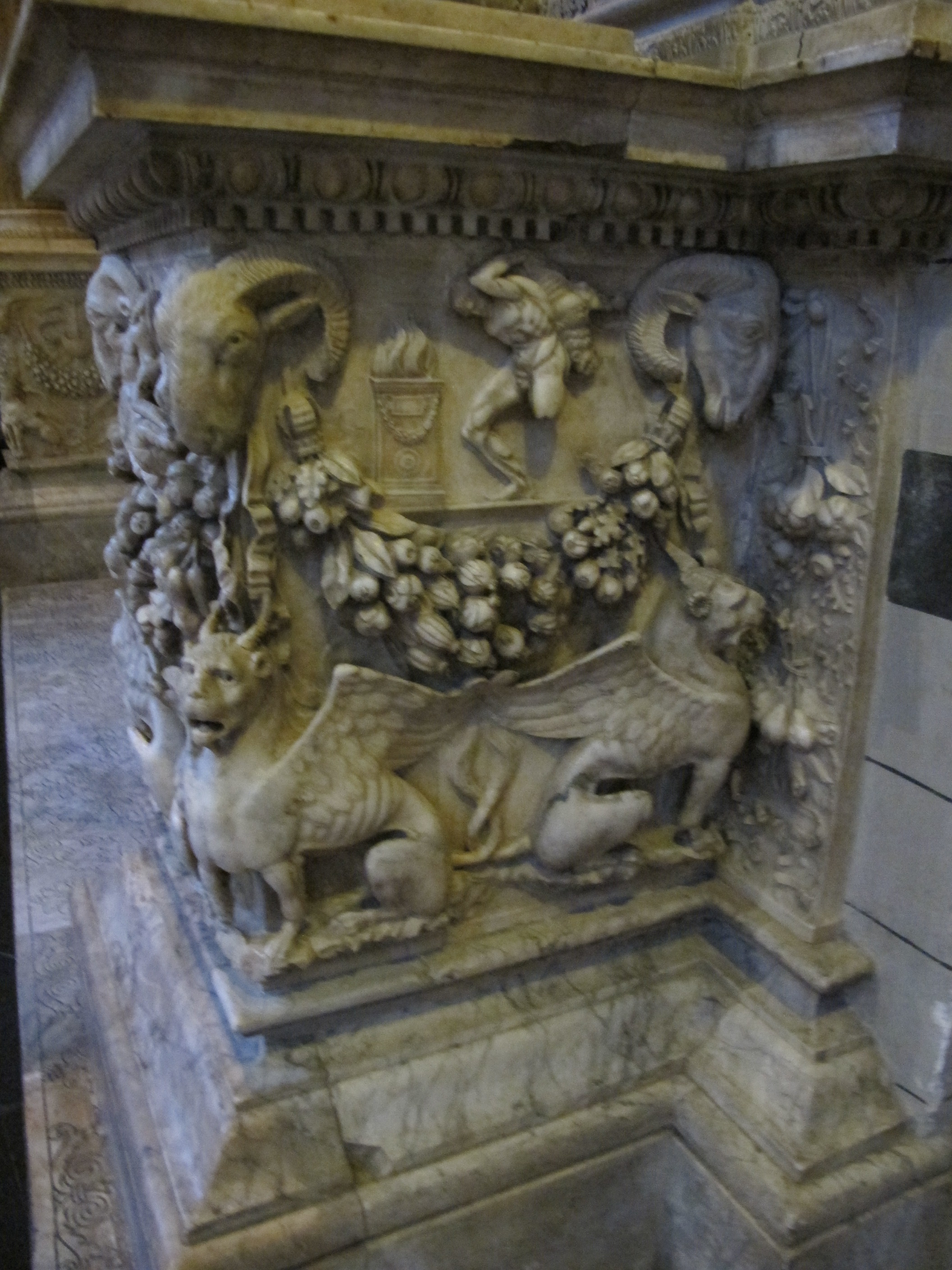
Antonio Federighi, basamento di colonna, portale di ingresso della Cappella di San Giovanni Battista, Duomo di Siena, 1460-1470

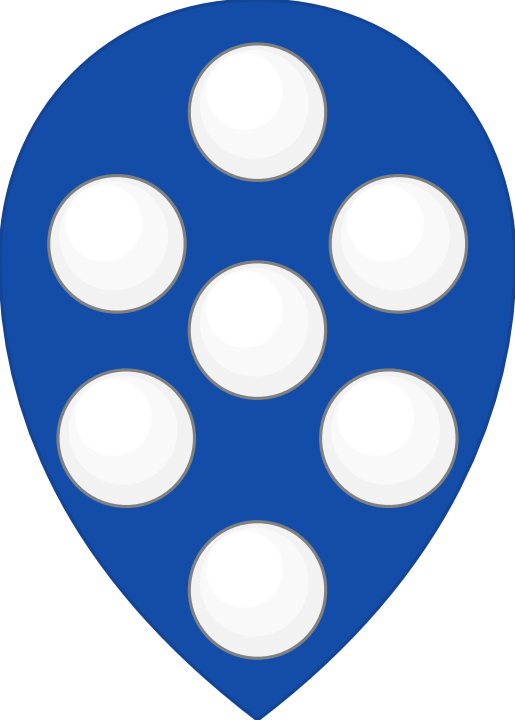
Stemma della famiglia Federighi

Antonio Federighi (Siena, 1420-1425 – Siena, 1483) è stato uno scultore e architetto italiano, considerato uno dei più grandi artisti del rinascimento senese e decisamente ispirato all’arte classica antica. La sua formazione avvenne, con ogni probabilità, nella bottega di Jacopo della Quercia.

## Biografia e opere

### Le prime opere
Nacque probabilmente a Siena intorno al 1420-1425. Il primo documento che lo cita risale al 1438, dove l'artista è menzionato nei libri contabili dell'Opera del Duomo di Siena come garzone, al tempo in cui capomastro dell'Opera era Jacopo della Quercia. La prima opera come artista autonomo tra quelle a lui attribuite e prevenuteci fino ad oggi sono le finestre della cappella delle Carceri di Sant'Ansano in Castelvecchio (1444), cappella dove lavorarono Pietro di Tommaso del Minella ed altri artisti formatisi nella bottega di Jacopo della Quercia, facendo pensare che anche il Federighi ebbe questa formazione. Le finestre mostrano un ricorso al modulo quadrato di guesto rinascimentale attestando quindi precocemente un gusto del Federighi per le opere classiche.
Tra il 1445 e il 1446 l'artista lavorò nel Duomo di Siena alla lastra tombale di Carlo d'Agnolino Bartoli, vescovo di Siena e rettore dell'Ospedale di Santa Maria della Scala, deceduto nel 1444. L'opera è comunque ritenuta di Pietro del Minella e il Federighi vi lavorò, insieme ad altri, solo come scalpellino.
Nel 1448 l'artista acquistò una porzione di casa a Siena in via delle Donzelle e qui vi abitò fino alla morte, acquistando la restante porzione nel 1461. Sempre nel 1448 l'artista intraprese un viaggio a Roma dove ebbe modo di consolidare la sua ispirazione all'arte classica e, nel 1450, arrivò la prima affermazione ufficiale, venendo eletto capomastro dell'Opera del Duomo di Siena. Le scalinate di accesso al Duomo e al Battistero e i pavimenti esterni dei due edifici sono tra le prime opere da lui coordinate.

### A Orvieto

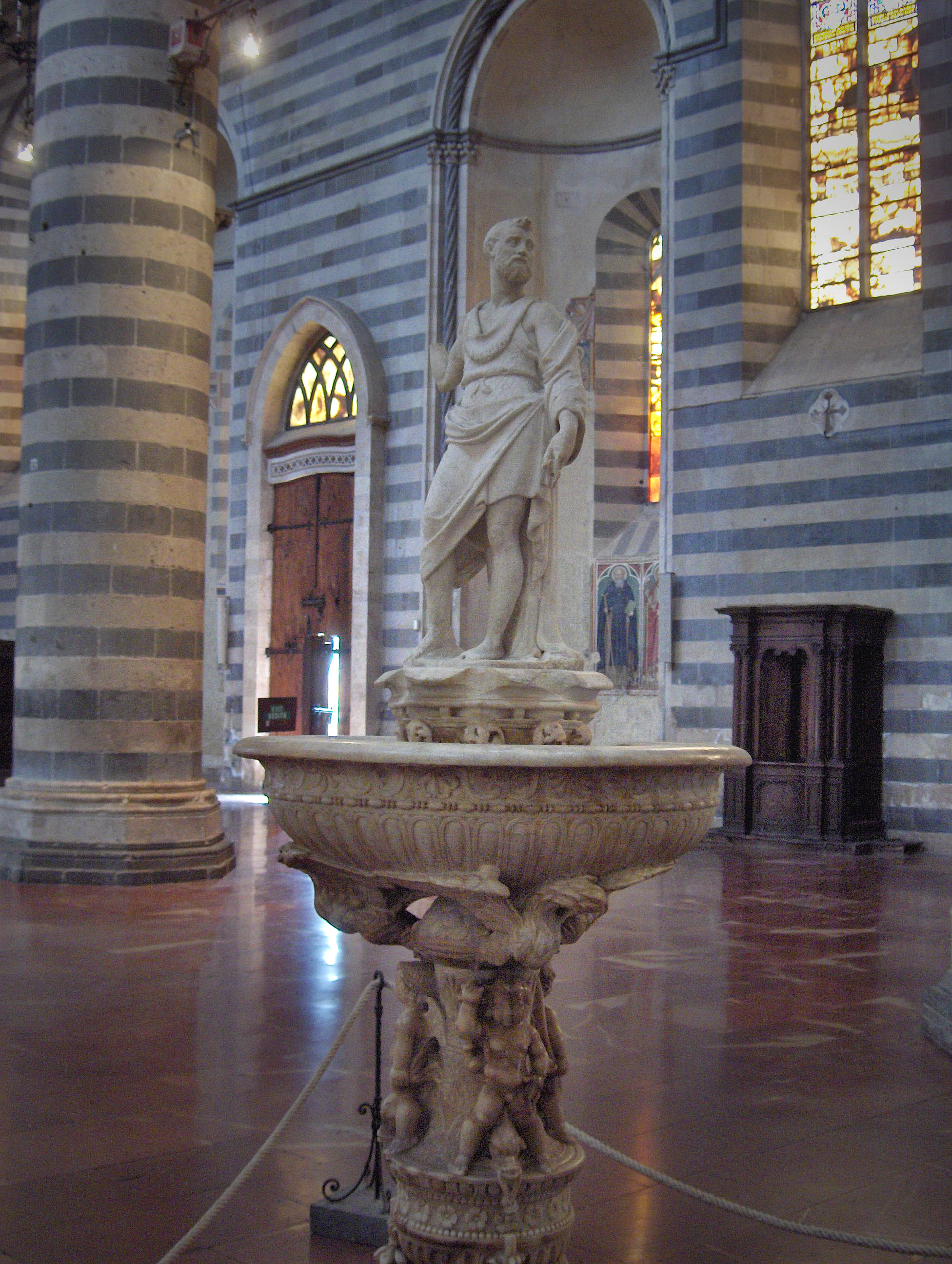
Acquasantiera del Duomo di Orvieto, 1451-1456

Dal 1451 al 1456 il Federighi lavorò ad Orvieto come capomastro dell'Opera del Duomo di quella città. Non è chiaro cosa spinse l'artista a lasciare la sua città natale ed accettare di lavorare in una città più piccola e meno prestigiosa, rivestendovi comunque la stessa carica. Ad Orvieto il Federighi portò avanti i lavori di realizzazione della facciata, eseguendo le nicchie rinascimentali che si trovano allineate al di sopra del rosone e che più tardi furono riempite di statue da altri artisti. Eseguì anche una Sibilla che sormonta l'estremità sinistra della facciata e una bellissima acquasantiera che ancora oggi si trova all'interno della chiesa.

### Di nuovo a Siena

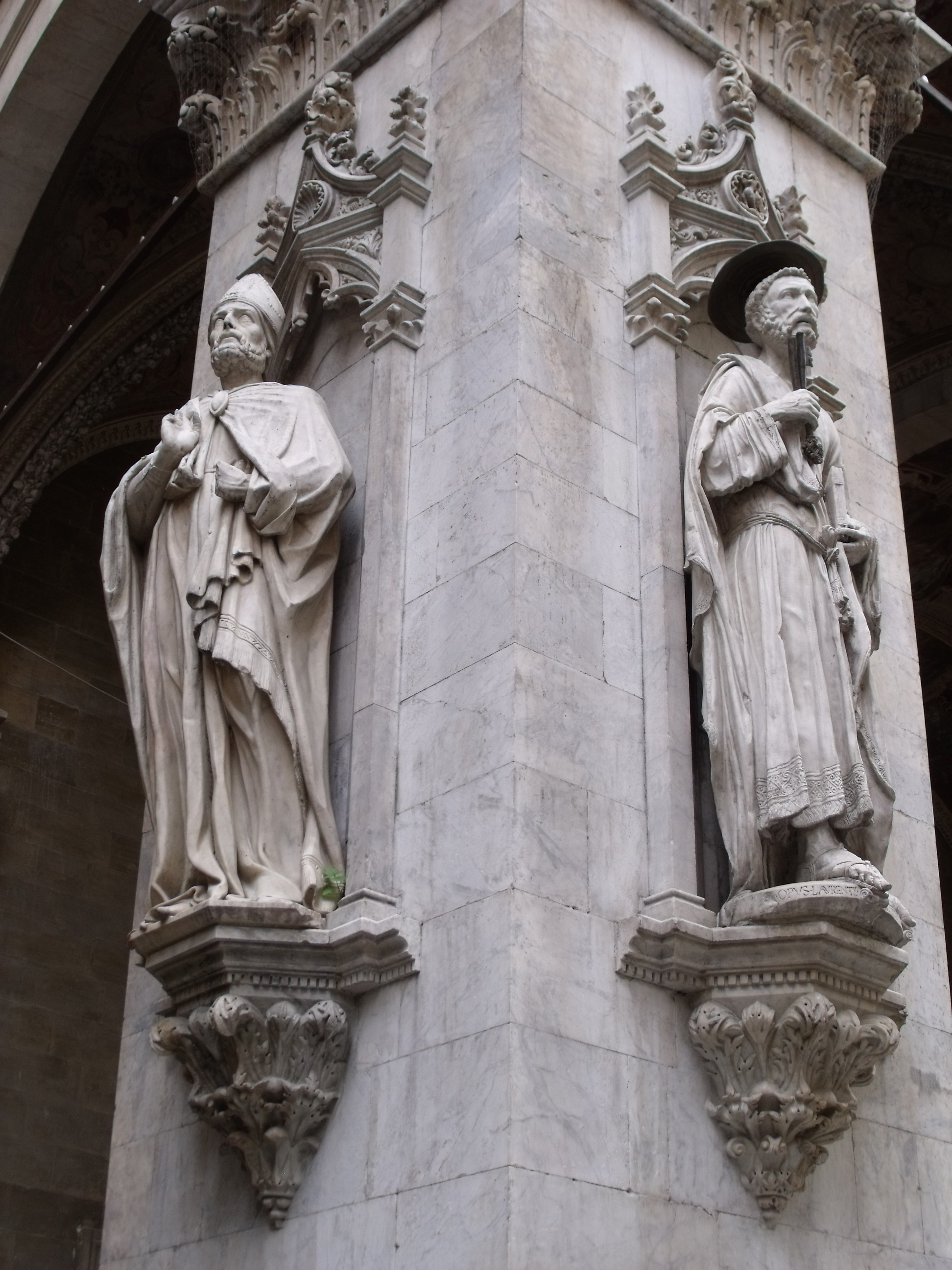
Statue di San Savino (a sinistra) e San Pietro (a destra) attribuite al Federighi e al Vecchietta, rispettivamente, Loggia della Mercanzia, 1458-1459

Nel 1457 l'artista tornò a Siena e l'anno successivo si riappropriò della carica di capomastro del Duomo che mantenne fino al 1480. Iniziò quindi il periodo più prolifico per l'artista, periodo che proseguì fino a tutti gli anni sessanta del secolo e che ci ha lasciato molte testimonianze della sua attività.
Nel 1458-1459 scolpì le tre statue della Loggia della Mercanzia, raffiguranti Sant'Ansano, San Savino e San Vittore. Le due statue raffiguranti San Pietro e San Paolo furono invece realizzate dal Vecchietta. Il confronto tra le figure dei due artisti evidenza come il Federighi fosse ispirato dalle possenti figure di Jacopo della Quercia e dall'arte classica mentre il Vecchietta, più ispirato dallo stile di Donatello, scolpisse personaggi emotivamente caratterizzati. Al Federighi è attribuito anche il sedile marmoreo che si trova a destra dell'ingresso della stessa loggia, eseguito però più tardi, probabilmente tra il 1459 e il 1464 (l'altro fu eseguito da Urbano da Cortona).
Nel 1459 è registrato un pagamento per una tarsia marmorea del pavimento del Duomo di Siena, realizzata probabilmente nei due anni precedenti, raffigurante la parabola del Cieco che guida il cieco, i cui resti si conservano nel Museo dell'Opera del duomo della città. Sempre nel 1459 l'artista realizzò i due busti a bassorilievo che si trovano nella Cappella Maggiore della Basilica di San Francesco a Siena, resti della tomba dei genitori di papa Pio II (Vittoria Forteguerri e Silvio Piccolomini) e da questi commissionatigli. L'anno successivo l'artista dette ancora prova della sua abilità di ritrattista, scolpendo un busto raffigurante Pio II che è oggi conservato nella chiesa di San Benedetto in Polirone, in provincia di Mantova, e che fu commissionato dall'abate di S. Benedetto per commemorare la visita compiuta dal papa in quel monastero nello stesso anno 1460. A questo periodo possono essere riferite due scene raffiguranti San Paolo in catene e tre ufficiali romani, facenti parte del tabernacolo di Sisto IV nelle Grotte vaticane, eseguiti per volontà del pontefice Pio II e quindi non oltre il 1464, anno della morte del pontefice.
Dell'attività del Federighi rimangono anche importanti testimonianze all'interno del Duomo di Siena. Tra il 1458 e il 1467 eseguì le due bellissime acquasantiere dal complesso significato allegorico che si trovano all’entrata della chiesa. Al 1465-1468 risale invece il fonte battesimale che si trova nella Cappella di San Giovanni Battista del Duomo. Il fonte battesimale era stato scolpito per portare l'acqua nella chiesa il sabato santo al di sopra di un carrello mobile e solo più tardi gli venne data dimora fissa nella cappella. Il fonte ottagonale riporta su sei lati scene della Genesi con la raffigurazione del peccato originale, da cui il battesimo offre la possibilità di purificarsi. L'aggiunta sui due restanti lati di scene mitologiche classiche raffiguranti due imprese di Ercole per la purificazione del suo omicidio ai danni della prima moglie testimoniano la profonda cultura rinascimentale e classica dell'artista. Suo è anche il basamento della colonna di destra nel portale di ingresso della stessa cappella di San Giovanni Battista. Il confronto con quello di sinistra, scolpito più tardi dal più mediocre Giovanni di Stefano, rende merito all'arte federighiana.
Agli anni sessanta risalgono anche due Geni porta scudo, esposti nel Museo dell'Opera del duomo, e il cosiddetto Bacco d'Elei del Monte dei Paschi di Siena.

### Le opere di architettura

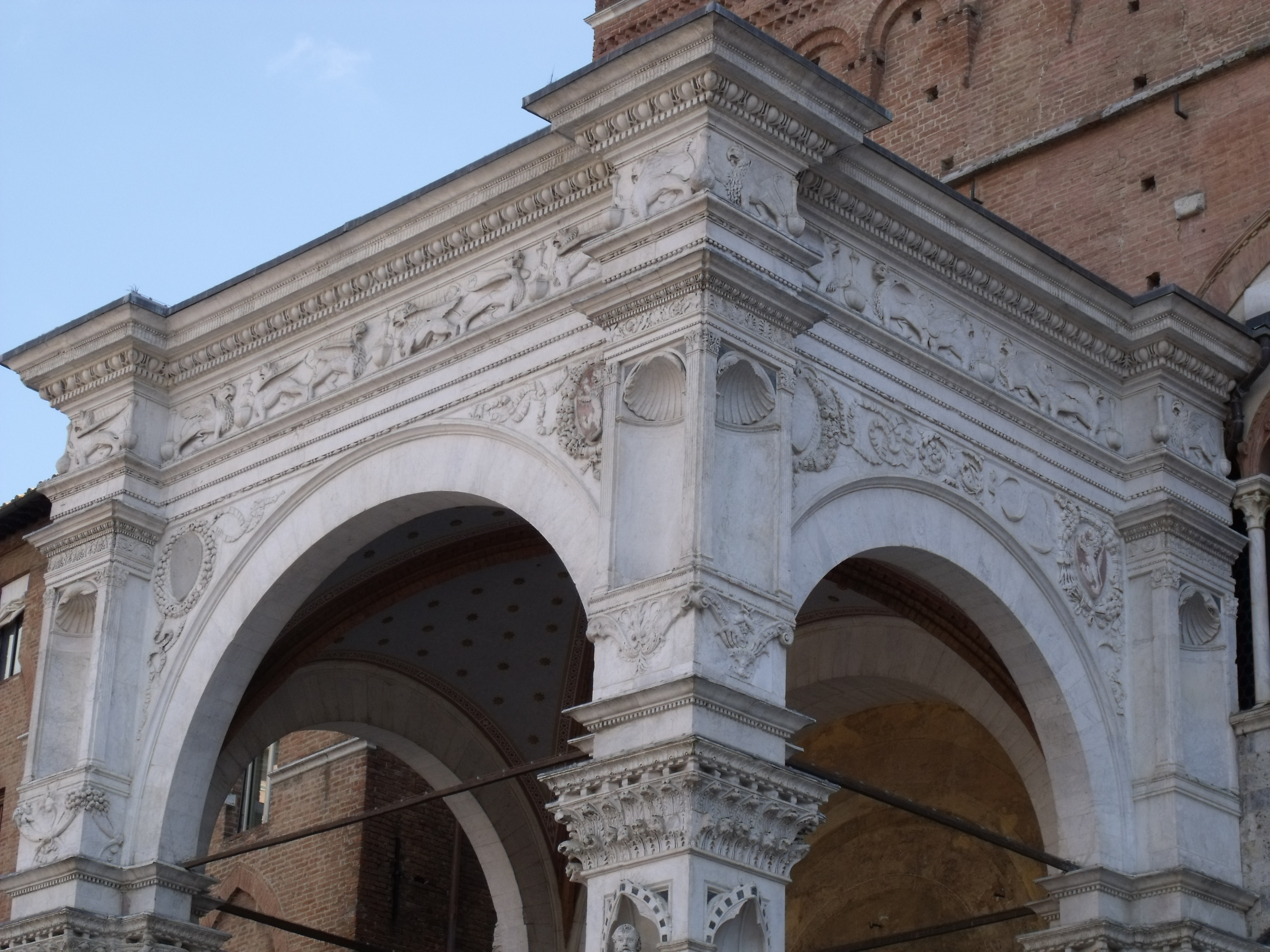
Coronamento della Cappella di Piazza in Piazza del Campo, dal 1460

Ma non fu solo la scultura a tutto tondo o a bassorilievo il campo in cui il Federighi si cimentò in questi anni. Tra il 1461 e il 1468 l'artista completò il coronamento della cosiddetta Cappella di Piazza, che è l'edificio che si trova in Piazza del Campo sporgente dal Palazzo Pubblico e che era stata iniziata nel 1352 dai senesi come ringraziamento alla Madonna per essere stati risparmiati dalla terribile peste del 1348. Nel 1461-1463 furono realizzate, su commissione del pontefice senese Pio II, le Logge del Papa che ancora si trovano alla fine di via Banchi di Sotto. Al 1465 risale invece il Palazzo Bandini-Piccolomini, pure attribuito all'artista. In tutti questi monumenti è evidente il gusto antichizzante ormai consolidato dell'artista.

### Gli ultimi anni

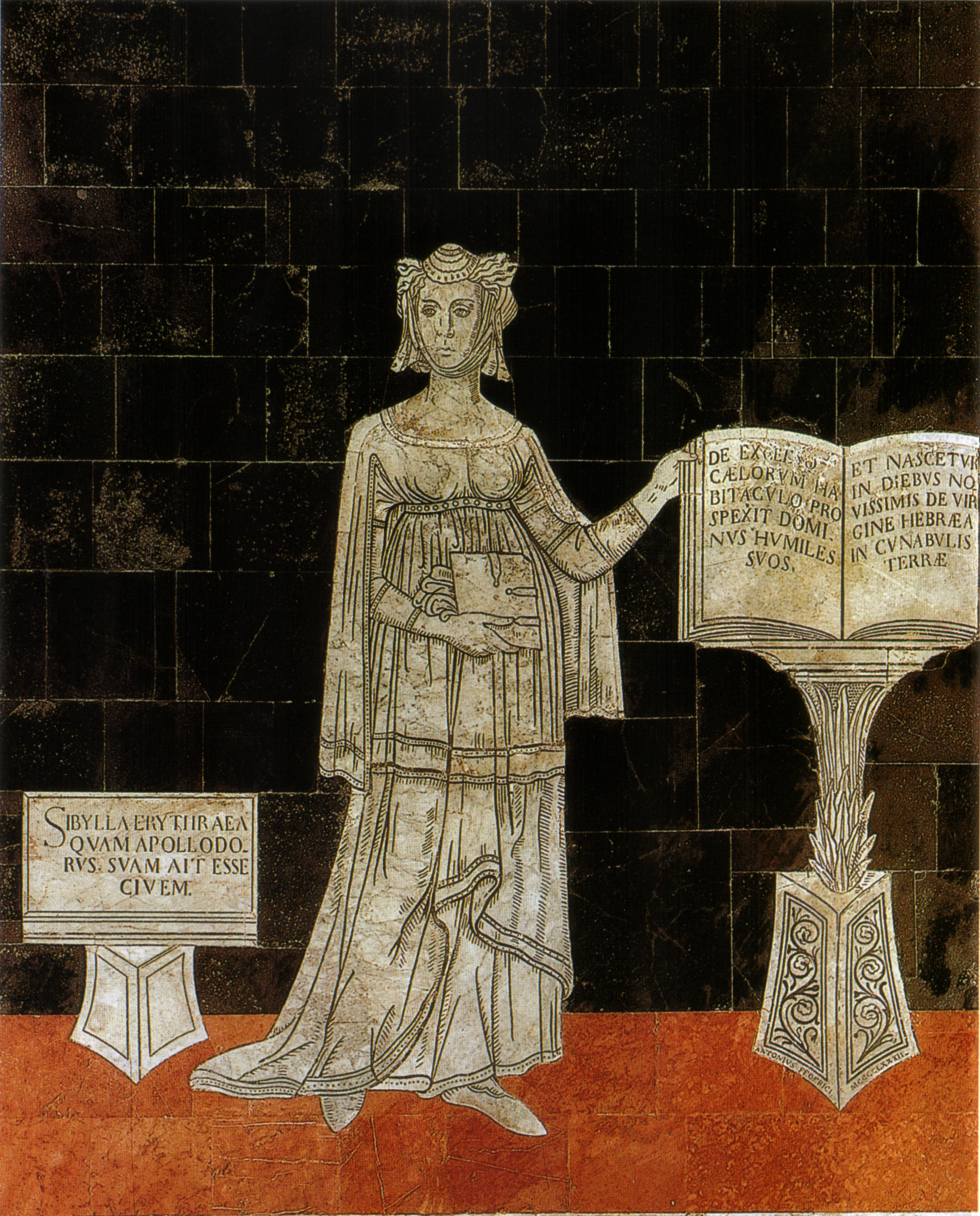
Sibilla Eritrea, tarsia marmorea del pavimento del Duomo di Siena, 1481

Negli anni settanta l'attività dell'artista si fa assai meno prolifica, a dispetto di una più feconda attività familiare in cui gli nacquero almeno quattro figli. È probabile che fu un precario stato di salute ad essere responsabile di questa rarefazione. Nel 1475 il Federighi fu incaricato di disegnare un'altra storia ad intarsio per il pavimento del duomo, raffigurante le sette età dell'uomo, che fu però rifatta in epoca moderna. Nel 1480 il nuovo Operaio dell'Opera del Duomo Alberto Aringhieri gli preferì il più mediocre Giovanni di Stefano come capomastro. Gli venne comunque affidata nel 1481 l'esecuzione di un nuovo pannello del pavimento, raffigurante la Sibilla Eritrea.
L'artista morì il 15 gennaio 1483 a Siena e fu sepolto nella Basilica di San Francesco.